# Carol Telbisz
Carol Telbisz, înnobilat baron Telbisz de Obesenyo, (n. 19 noiembrie 1854, Cenadu Vechi, Imperiul Austriac – d. 14 iulie 1914, Timișoara, Austro-Ungaria) a fost jurist, primar al municipiului Timișoara (1885-1914) și consilier al Curții Regale Maghiare.

## Biografie
Carol s-a născut la Cenad într-o familie de bulgari bănățeni din Dudeștii Vechi. După ce a luat bacalaureatul la Liceul Raab în Seghedin a studiat la Facultatea de Drept din Budapesta (1872-1877), apoi a devenit doctor în drept administrativ la Universitatea din Viena. După acea juristul s-a stabilit la Timișoara ca avocat, unde a fost numit „avocat superior urban” (1883). În 1885, la doar 31 de ani, Telbisz devine primar al Timișoarei pentru patru ani, dar mandatul a fost până în 1914, când se îmbolnăvește și moare. Timp de aproape trei decenii cât a condus Primăria (1885-1914), el a reușit să ridice urbea la un nivel la care nimeni nu se aștepta.
În 1905, Telbisz a devenit consilier al Curții Regale Maghiare. În același an, la aniversarea a 20 de ani în funcția de primar, a fost numit cetățean de onoare al Timișoarei.
În anul 1912, politicianul Carol Telbisz a fost ridicat la rangul de baron maghiar cu predicatul de Obesenyo, iar doi ani mai târziu a fost decorat cu Crucea al Ordinului Împăratului Franz Joseph I la gradul de cavaler.

## Realizări ca primar (selecție)
Când Carol Telbisz a fost ales primar, Timișoara era încă o fortăreață. În cele două decenii în care a fost primar, Telbisz a modernizat  orașul și l-a adus la standardele din Belle Époque. Telbisz a ordonat demolarea zidurilor vechi și a înnoit orașul conform unui minuțios plan de urbanizare, elaborat după model vienez. În timpul mandatului său a fost clădit sistemul municipal de canalizare, iar Cetatea Timișoara a fost conectată prin bulevarde largi cu suburbiile. Mai departe au luat ființă Piața Victoriei, cu palatele ei urbane, precum și Palatul Poștei. De asemenea au fost revoluționate economia și infrastructura, au fost îmbunătățite igiena publică, educația și solidaritatea socială,, a început construirea unei cazărmi noi de pompieri în Iosefin. 

## In memoriam
Un bust al lui Carol Telbisz a fost amplasat pe Aleea Personalităților din Timișoara.